# Namibische Fußballnationalmannschaft (U-17-Junioren)
Die namibische Fußballnationalmannschaft der U-17-Junioren ist die Fußballnationalmannschaften Namibias in der Altersklasse U17. Sie wird von der Namibia Football Association (NFA) aufgestellt.
Die Mannschaft tritt in regionalen (z. B. COSAFA U-17-Meisterschaft) und kontinentalen Wettbewerben wie dem U-17-Afrika-Cup (Qualifikation) und internationalen Turnieren wie der U-17-Fußball-Weltmeisterschaft (Qualifikation) an. Sie konnte sich für noch keine kontinentale oder internationale Endrunde qualifizieren.

## Erfolge
COSAFA U-17-Meisterschaften
- 2016 in  Mauritius: 1. Platz
- 2018 in  Mauritius: 3. Platz
- 2022 in  Malawi: Vorrunde
- 2024 in  Namibia: